# Short Solent
Die Short Solent war ein Flugboot, das seit den späten 1940er Jahren von dem britischen Flugzeugbauer Short Brothers für den Passagierverkehr gebaut wurde.

## Geschichte
Die Short Solent basiert auf dem älteren Flugboottyp Short Seaford, der wiederum von dem ursprünglich militärisch genutzten Flugboot Short Sunderland abgeleitet war.
Die Short Solent hatte ihren Erstflug im Jahr 1946 und wurde bis 1949 gefertigt. In Dienst gestellt wurden die Flugboote von British Overseas Airways Corporation (BOAC) und Tasman Empire Airways Limited (TEAL). Gebrauchte Flugboote wurden später auch von kleineren Fluggesellschaften, beispielsweise der britischen Aquila Airways, eingesetzt. Im planmäßigen Einsatz waren die Maschinen bis 1958.

## Ausstattung

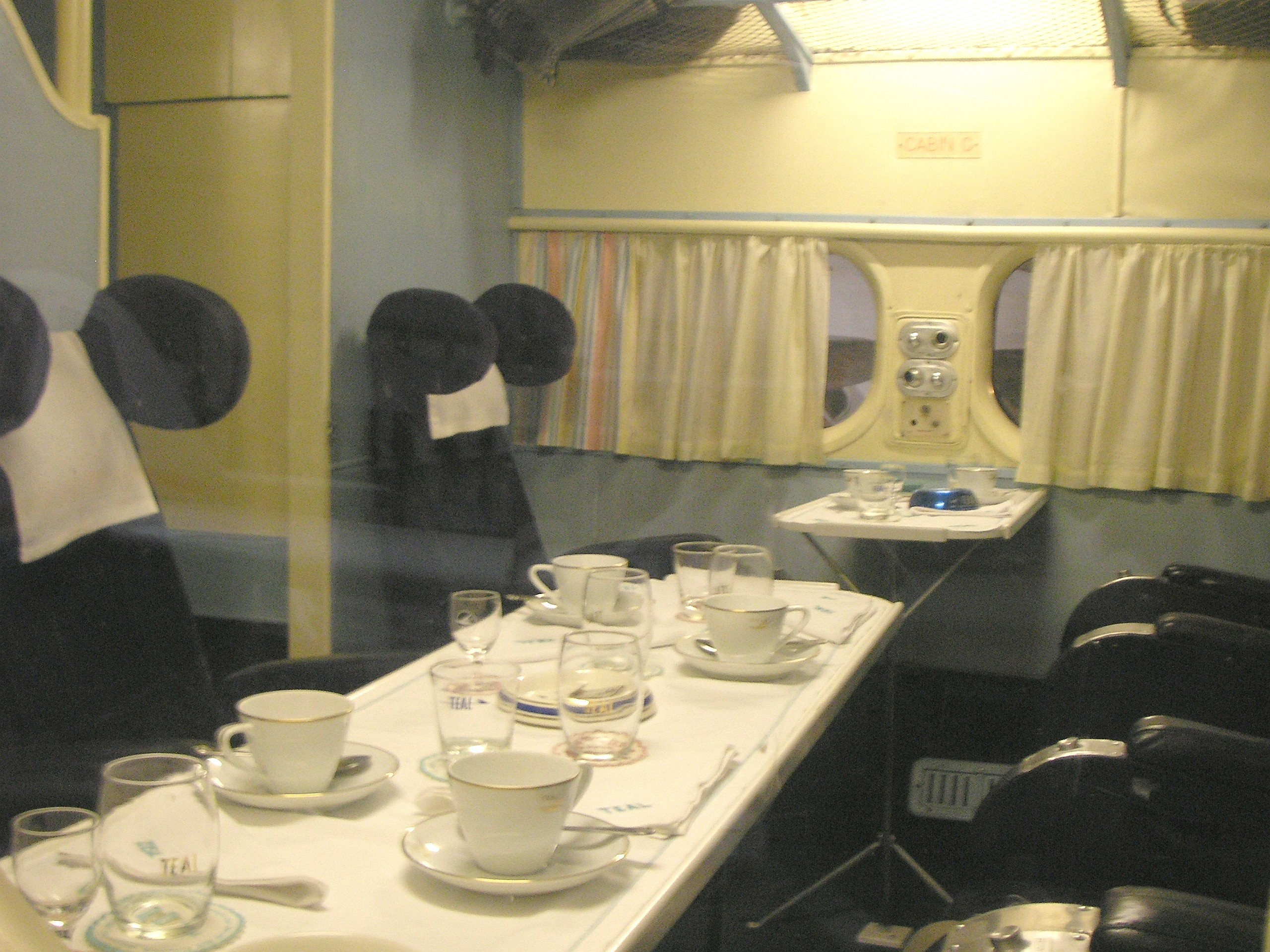
Kabine des TEAL Short Solent des Museum of Transport and Technology in Auckland

Die Short Solent ist ein Hochdecker in Aluminiumbauweise und wird von vier Doppelsternmotoren des Typs Bristol Hercules angetrieben.
Die von der BOAC eingesetzten Flugboote waren für Nachtflüge mit 24 Passagieren ausgestattet und konnten bei Tagflügen 36 Passagiere befördern. Für die Reisenden standen insgesamt sechs Kabinen zur Verfügung, zwei auf dem Oberdeck und vier auf dem Unterdeck. Auf dem Oberdeck befanden sich zudem ein Speiseraum und die Küche, auf dem Unterdeck Umkleidekabinen, Toiletten und drei Gepäckräume. Die Besatzung bestand aus insgesamt sieben Personen: zwei Piloten, einem Navigator, einem Funker, einem Flugingenieur und zwei Stewards.
Die von TEAL eingesetzten Short Solents konnten 45 Passagiere befördern. In allen Ausstattungsvarianten boten die Flugboote den Reisenden mehr Platz und Luxus als heute üblich.

## Betrieb
BOAC verwendete die Maschinen auf einer 1948 bis 1950 dreimal die Woche angebotenen Verbindung zwischen Southampton und Johannesburg, entlang des Nils und der Großen Seen Ostafrikas. Die Flugzeit betrug vier Tage, wobei am Boden übernachtet wurde.
Tasman Empire Airways Limited (TEAL) nutzte fünf Solent-Flugboote zwischen 1949 und 1960 im Planverkehr zwischen Sydney, Fidschi, Tahiti und Auckland. An Bord wurde gekocht und das Essen auf Porzellan serviert. Die Preise für die Tickets waren allerdings auch entsprechend hoch. In diesen Solents wurden erstmals in der neuseeländischen Luftfahrtgeschichte Stewardessen eingesetzt. Zielgruppe für die Flüge waren reiche Touristen.
Einige Solents wurden von Aquila Airways auf Strecken zwischen Southampton, Madeira und den Kanarischen Inseln in Dienst gestellt. Die verwendeten Flugboote waren von BOAC und TEAL gekauft worden.

## Zwischenfälle
- Am 28. Januar 1951 verunglückte eine Short S.45 Solent 3 der australischen Trans Oceanic Airways (Luftfahrzeugkennzeichen VH-TOA) beim Start vom Wasserflugplatz Marsaxlokk, Malta. Das Flugzeug befand sich auf dem Auslieferungsflug nach Australien und wurde zerstört. Ein Passagier starb.[5]

- Am 15. November 1957 stürzte eine Short Solent 3 der britischen Aquila Airways (G-AKNU) nach dem Ausfall von zwei Motoren im Anflug auf Southampton in die Wand eines Steinbruchs bei Chessell (Isle of Wight). Von den 58 Menschen an Bord wurden 45 getötet.[6][7]

## Technische Daten

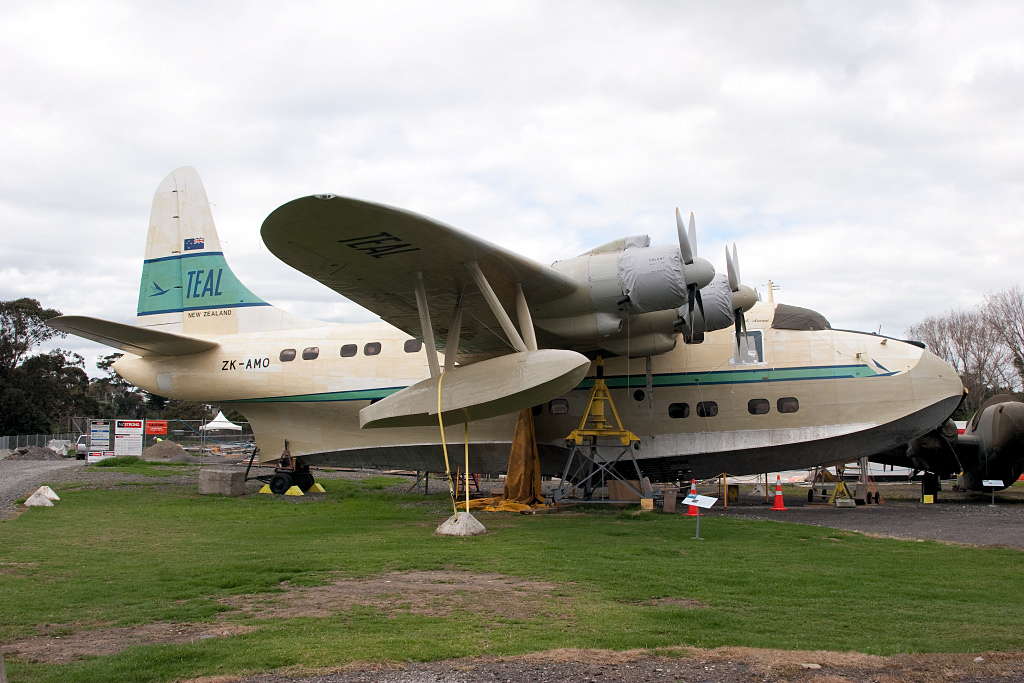
TEAL Short Solent des Museum of Transport and Technology

| Kenngröße            | Daten                            |
| -------------------- | -------------------------------- |
| Besatzung            | 7–8                              |
| Passagiere           | 24–45                            |
| Flügelspannweite     | 34,50 m                          |
| Länge                | 27,40 m                          |
| Motoren              | 4 × 2.040 PS Bristol Hercules 73 |
| Reisegeschwindigkeit | 404 km/h                         |
| Flughöhe             | 5.212 m (17,100 ft)              |
| maximale Reichweite  | 4.828 km                         |

## Museal erhaltene Exemplare
- Die Short Solent ZK-AMO Aranui der TEAL wird heute im Museum of Transport and Technology in Auckland aufbewahrt und ausgestellt. Das Flugboot verkehrte zunächst zwischen Auckland und Sydney, danach wurde es bis 1960 auf der Coral Route eingesetzt und flog von Auckland aus Fidschi, Samoa, die Cookinseln, Tonga und Tahiti an. Nach einer Restaurierung ist das Flugboot seit 2013 wieder zu besichtigen.[8]
- Ein Exemplar der BOAC, das zunächst Howard Hughes gehörte, wird heute im Oakland Aviation Museum in Oakland aufbewahrt.[9] Dieses Flugboot hat einen kurzen Auftritt in dem Film Raiders of the Lost Ark, in dem es für einen Martin China Clipper einspringen musste.